# Intelsat 603
Intelsat 603 war ein Kommunikationssatellit des luxemburgischen Technologieunternehmens Intelsat. Der Satellit war der dritte der Intelsat-VI-Reihe und genau wie die anderen von zylindrischer Form, mit einem Durchmesser von 3,65 m und einer Höhe von 5,33 m.

## Missionsverlauf
Der Start der Titan-3-Trägerrakete am 14. März 1990 schlug fehl, da die zweite Stufe sich nicht vom Satelliten trennte. Um einen Wiedereintritt in die Erdatmosphäre und das Verglühen des Satelliten zu verhindern, wurden die Triebwerke des Satelliten selbst benutzt. Damit konnte er auf einen niedrigen Orbit von etwa 370,4 km (200 Nautischen Meilen) verbracht werden.

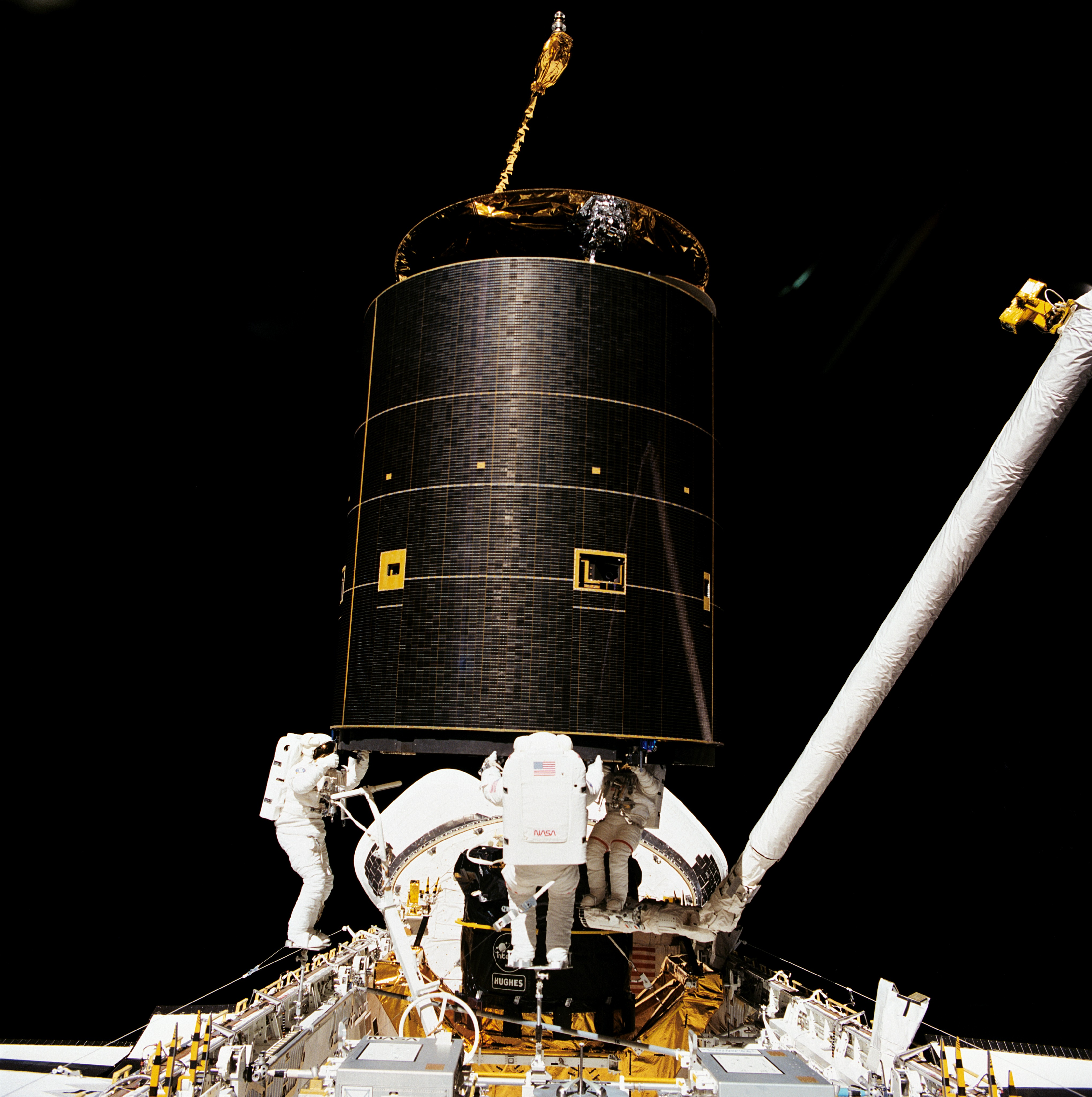
Intelsat 603 wird von drei Astronauten eingefangen.

Der Fehlschlag wurde im Rahmen der am 7. Mai 1992 gestarteten Space-Shuttle-Mission STS-49 behoben: Am 13. Mai 1992 manövrierte sich die Raumfähre Endeavour in die Nähe des havarierten Satelliten. Das Einfangen des 4215 kg schweren Intelsat gelang erst beim dritten Versuch und machte Außeneinsätze der Raumfahrer mit einer Gesamtdauer von über 17 Stunden notwendig.
Mit einem neuen Motor versehen worden, konnte sich der Satellit auf eine geostationäre Position auf 34,5°W begeben. Im Oktober 1997 wurde er auf 24,5°W umpositioniert, wo er bis zum August 2002 verblieb. Anschließend wurde Intelsat in einen inclined Orbit verbracht, zuerst bei 19,95° West, ab Mai 2010 auf 11,5° Ost.
Im Januar 2013 wurden die Transponder abgeschaltet und Intelsat 603 in einen Friedhofsorbit über der bisherigen Umlaufbahn verbracht. Endgültig abgeschaltet wurde der Satellit am 23. Januar 2015.

## Empfang
Die Übertragung erfolgte im C- und Ku-Band, der Satellit konnte in Europa, Afrika, Nord- und Südamerika sowie dem Nahen Osten empfangen werden.